# Nectandra apiculata
Nectandra apiculata là một loài thực vật thuộc họ Lauraceae. Đây là loài đặc hữu của Bolivia.